# Omphalos

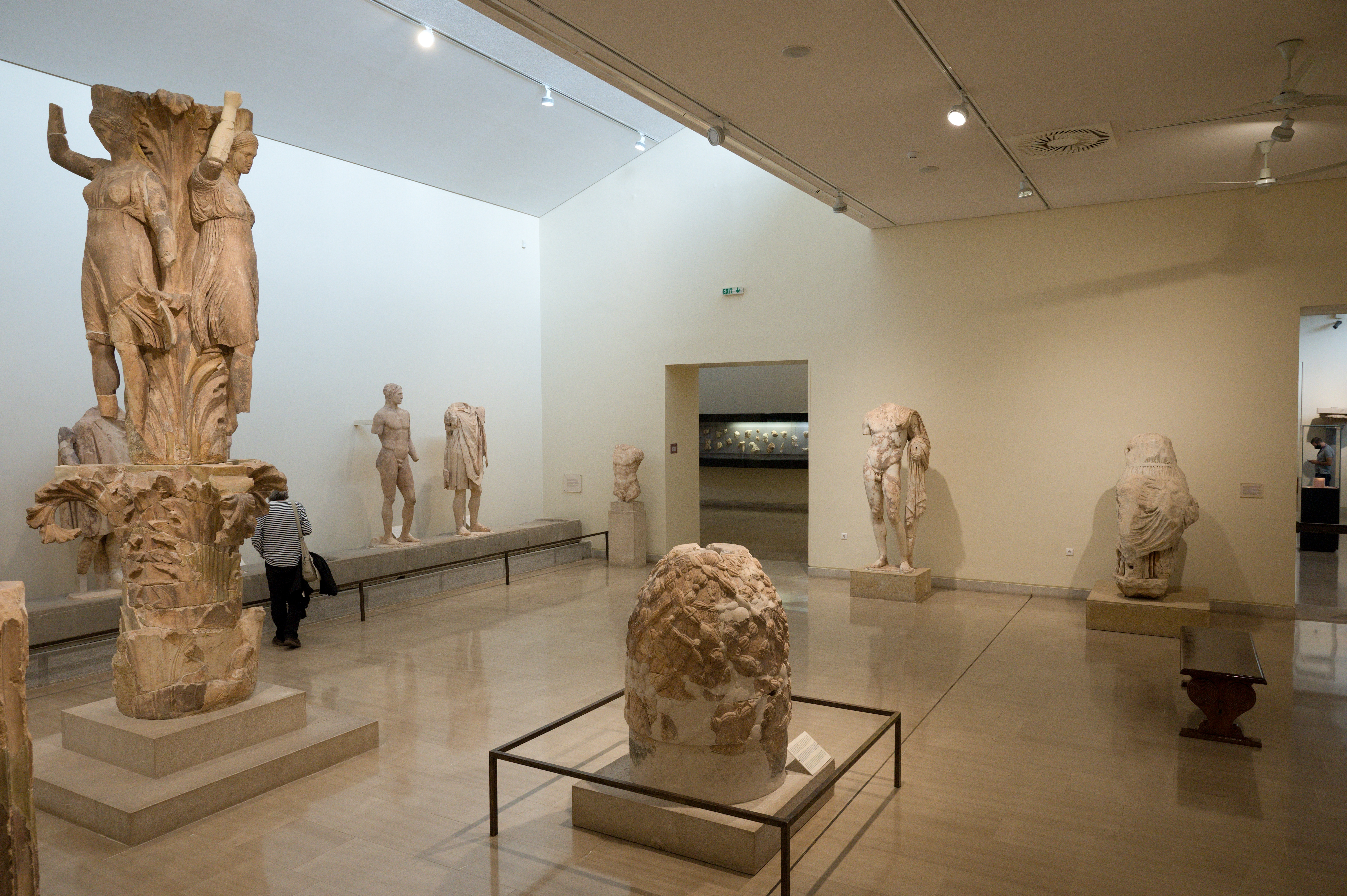
Au premier plan, au sol, l'omphalos (recouvert d'un filet de laine) de la colonne dite des « danseuses de Delphes ». Les « danseuses », plus exactement des caryatides, sont présentées à gauche sur un tambour de la colonne d'acanthe. Cet omphalos reposait dans la cuve d'un trépied en bronze d'environ 3,20 m supporté par les caryatides. Le tout culminait à 13,70 m.
Création par Athènes qui voulait retrouver son prestige, dans les années 330 AEC.

Dans l'Antiquité classique, l'omphalos est un symbole du centre du monde. L’omphalos était généralement matérialisé sous l'apparence d'une pierre sacrée, un bétyle. Le plus célèbre est celui de Delphes, situé dans l’adyton du temple oraculaire d’Apollon.

## Étymologie
« Omphalos », du grec ancien ὀμφαλός, signifie « ombilic » ou « nombril ». Écrit sans ou avec majuscule, il désigne aussi, d’une façon générale, tout ce qui est central, et plus spécialement le moyeu d’une roue.
Il y a pareillement, dans d’autres langues, des mots qui réunissent ces différentes significations : telles sont, dans les langues celtiques et germaniques, les dérivés de la racine nab ou nav : en allemand, nabe, moyeu, et nabel, ombilic ; de même, en anglais, nave et navel, ce dernier mot ayant aussi le sens général de centre ou de milieu ; et, en sanskrit, le mot nâbhi, dont la racine est la même, a les deux acceptions à la fois.

## Mythologie et religion

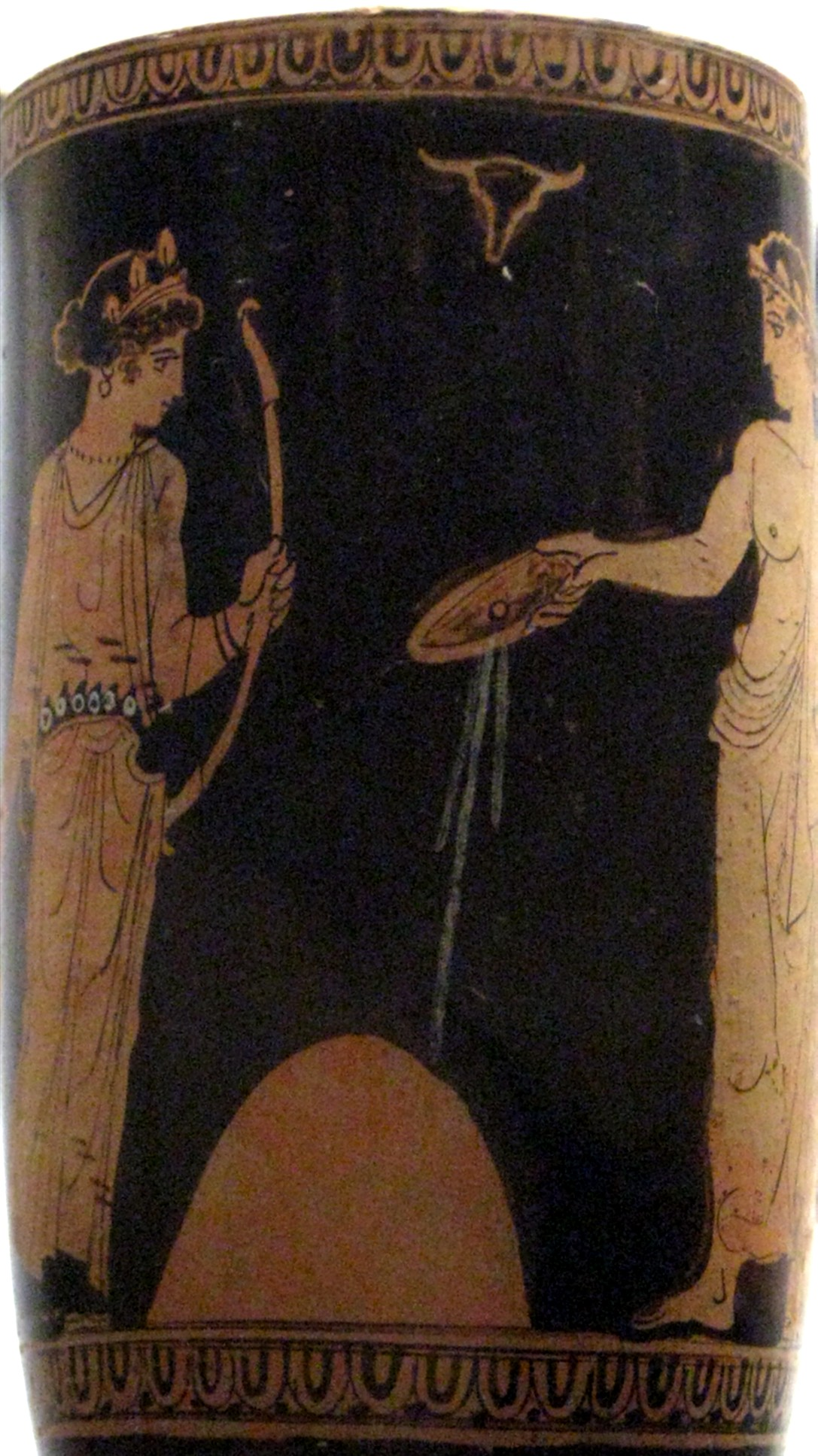
Onction d'un omphalos par Artemis et Apollon, vase grec du

Selon la légende, l’omphalos est une pierre entourée d'un linge, substituée à Zeus nouveau-né par sa mère Rhéa, et avalée par Cronos. Elle symbolise ainsi la naissance de Zeus et sa puissance.
Dans la théogonie grecque, Cronos, ayant appris qu’un jour l’un de ses fils le détrônerait, exige de sa femme Rhéa qu’elle lui livre chaque nouveau-né, qu’il engloutit aussitôt. Elle réussit à éviter ce sort à Zeus, son sixième enfant, en lui substituant une pierre enveloppée d’un linge. Plus tard, devenu adulte, Zeus, grâce aux conseils de l'océanide Métis (déesse de la prudence et de la ruse), força son père à recracher la pierre et les enfants précédemment avalés, qui devinrent les premiers dieux de l’Olympe.
L'omphalos est généralement matérialisé par une éminence conique - une pierre sacrée ou un bétyle - à valeur religieuse et en rapport certain avec la Terre : il était qualifié « de Gê », et les Anciens le considéraient tantôt comme un tombeau, tantôt comme le centre de la Terre, conceptions qui ne sont pas exclusives l'une de l'autre. Car dans la croyance antique, la terre reçoit les morts comme elle reçoit les germes. Plusieurs traditions situaient sous l’omphalos la tombe du Python vaincu par Apollon.
Une autre légende raconte que Zeus aurait envoyé deux aigles, venus des deux extrémités du monde, et qui se seraient rencontrés au dessus de Delphes.

### L'omphalos de Delphes
« Ce que les habitants de Delphes appellent omphalos est en fait une pierre blanche et considérée comme se trouvant au centre de la terre, et Pindare, dans une de ses Odes, confirme cette opinion. »

— (Pausanias, Description de la Grèce [détail des éditions] [lire en ligne], X, 16, 2)

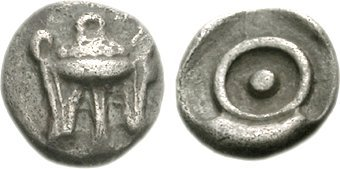
Obole delphique figurant un omphalos, Ve siècle av. J.-C.

Plusieurs omphalos furent érigés durant l'antiquité à travers le bassin méditerranéen et le plus célèbre est celui de l’oracle de Delphes, directement placé dans l’adyton du temple oraculaire d’Apollon. La pierre conique en forme de ruche était ointe quotidiennement et habillée, lors des célébrations, d'un treillis de laine fraichement tondue - pour évoquer le linge utilisé par Rhéa pour envelopper le leurre amené à Cronos - que rappelle une réplique romaine visible de nos jours au musée de Delphes. 

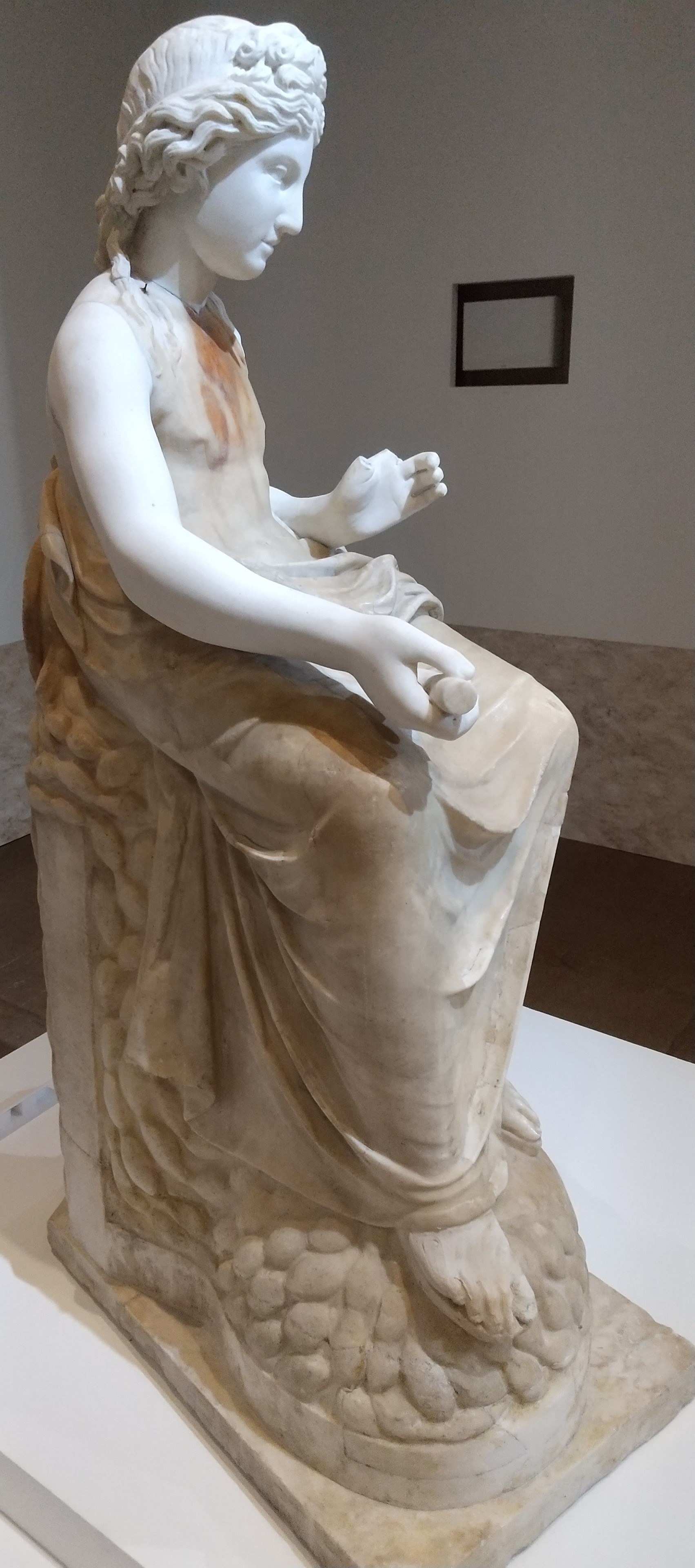
Statue d'Apollon assis, les pieds sur l'omphalos.

L’omphalos placé au sommet de la colonne d'acanthes, à l'angle nord-est du sanctuaire, aurait, peut-être, été surmonté d'une statuette de deux aigles en or emportés en 356 av. J.-C. par les phocidiens de Philomelos, ou bien par une statue d'Apollon d'un type attesté par des monnaies mais qui n'a laissé aucune trace. 
Selon la cosmogonie de la religion grecque antique, Zeus aurait lâché deux aigles - deux cygnes selon certains récits - des points extrêmes oriental et occidental du monde. Au point où ils se rencontrèrent, Zeus aurait laissé tomber l’omphalos, marquant ainsi le centre, le « nombril du monde ». Cette légende a été interprétée par les astronomes comme faisant peut-être référence à la chute d’une météorite de forme conique devenue « pierre sacrée », mais la question reste débattue.

### L'omphalos d'Hérodote[15]

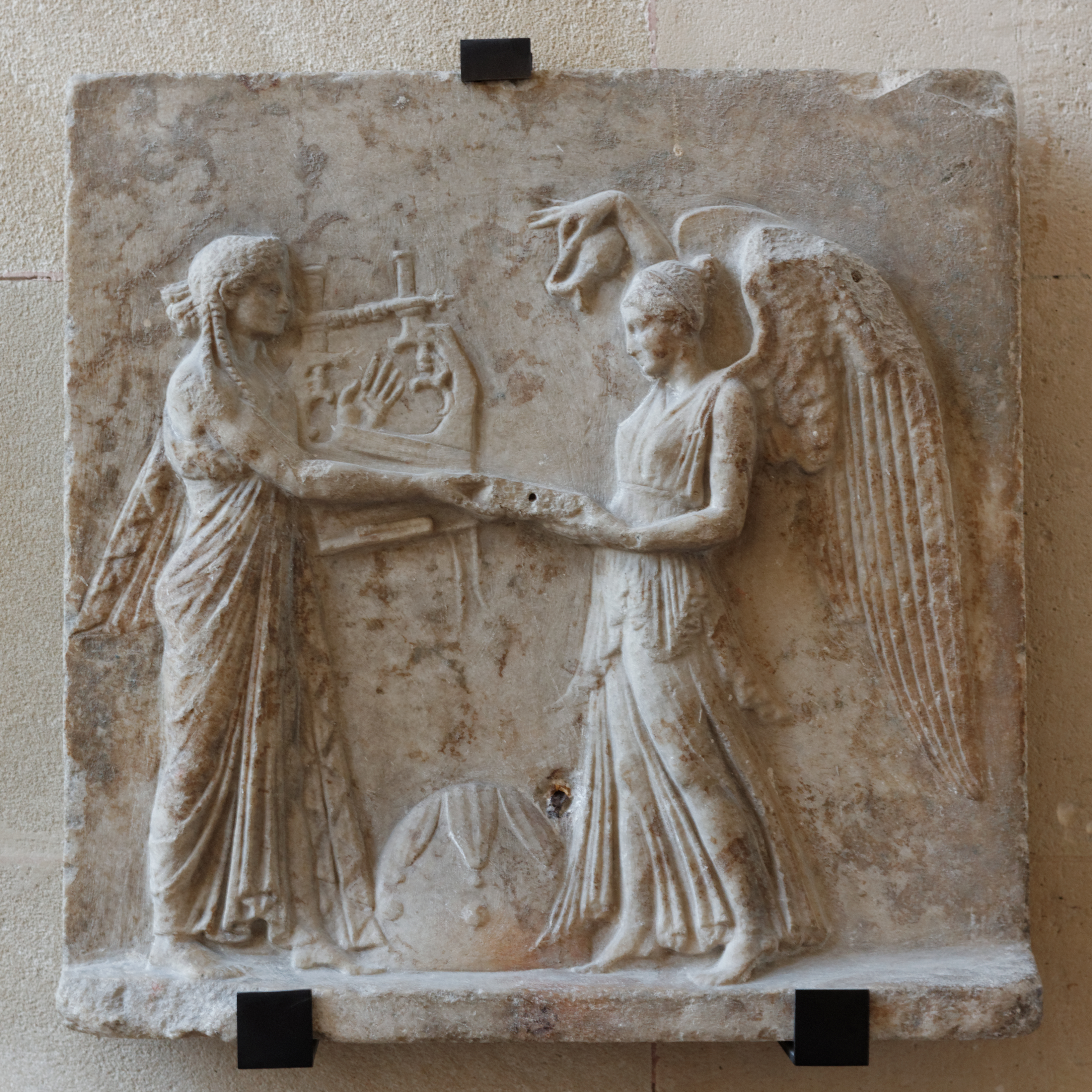
Bas-relief figurant une scène de libation réunissant Apollon citharède et Nikè autour d'un omphalos, musée du Louvre.

Selon Hérodote, le centre du monde serait l'Ionie (Grèce). Il serait, tout d'abord, un centre climatique dont le climat serait toujours agréable. D'après lui, les contrées qui entourent l'Ionie seraient exposées aux pluies, au froid ainsi qu'à la chaleur et aux sécheresses. En comparant le climat de l'Ionie à celui de l'Inde, Hérodote observe que la Grèce a reçu le climat le plus tempéré. 
Ensuite, l'Ionie serait un centre moral. Cette idée vient du fait que les Grecs se battent avant tout pour la gloire, pour l'honneur. Pour les guerriers et militaires, c'est vaincre ou mourir.

## Symbolisme
L'omphalos est, fondamentalement, un symbole du centre du monde, selon le sens complexe que l’idée de « centre » pouvait avoir chez les peuples anciens, et qui impliquait des notions allant bien au-delà du monde matériel. Il s’agissait donc d’une notion universelle de « centre ». Dans un ouvrage paru en 1913 et intitulé Omphalos, l’auteur, W. H. Roscher, recense une quantité considérable de documents attestant l’identité symbolique entre l’Omphalos et le centre du monde, et cela chez les peuples les plus divers et les plus anciens. En 1915, une étude de J. M. Loth sur L’Omphalos chez les Celtes, parue dans La Revue des Études Anciennes, atteste également ce même symbolisme.

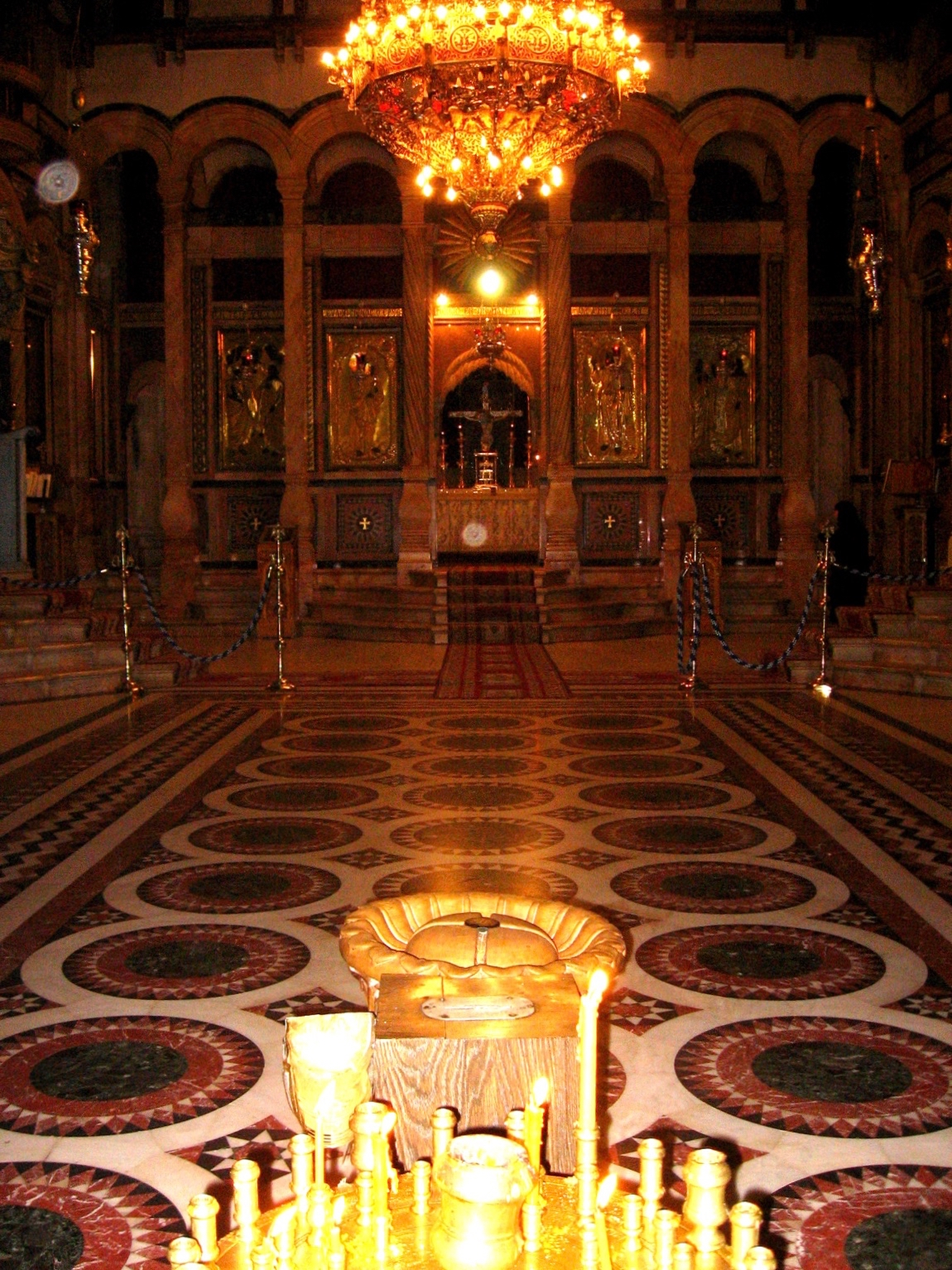
L'omphalos dans le Catholicon de l'église du Saint-Sépulcre.

L’omphalos représentait essentiellement le « centre du monde », car, dans le symbolisme ancien, la roue, ou la circonférence, représente le « Monde » en un sens universel, c'est-à-dire tout ce qui existe ou, en d’autres termes, ce qu’on appelle la « manifestation ». L’omphalos prenait cette signification lorsqu’il était placé « dans un lieu qui était simplement le centre d’une région déterminée, centre spirituel, d’ailleurs, bien plutôt que centre géographique ». Ainsi, l’Omphalos du temple de Delphes représentait le centre spirituel de la Grèce antique.
Dans le catholicon de l'église du Saint-Sépulcre à Jérusalem, un vase de marbre rose contient une pierre ronde marquée d'une croix également appelée « omphalos » qui, selon une tradition orthodoxe, marque le centre du monde.

## Interprétation et fictions
Alphonse Pinart, influencé par le mythe grec de l’omphalos, a, dans son Voyage à l'Île de Pâques paru en 1877, interprété le lieu-dit Te pito o te henua (« le nombril de la Terre ») comme « nom de l’île », et en a conclu que les habitants croyaient vivre au centre du monde alors qu’en fait ce toponyme désignait, selon la tradition orale des Rapa-Nui, le lieu central, « neutre », où se tenaient les palabres entre clans ; l’île elle-même était alors appelée Haumaka ou plus exactement Te kainga a Hau Maka (« le bout de terre de Hau Maka », également connu comme Hau Mata, Hao Matuha ou Hotu Matu'a).
La quête de l’Omphalos de Delphes sert d’intrigue à une aventure d’Indiana Jones, dans le roman de Rob MacGregor, Péril à Delphes (1992). Le final de l’œuvre se déroule à Delphes, d’où le titre.
Dans le jeu vidéo God of War III, Kratos récupère la pierre d’Omphalos dans le corps du Titan Cronos afin qu'Héphaïstos lui forge une nouvelle arme : le fouet de Némésis. Cette pierre n'est autre que celle que la Titanide Rhéa, mère de la plupart des Olympiens, donna à avaler à Cronos il y a longtemps à la place de son dernier enfant Zeus. Elle est aussi visible dans une des vidéos de God of War II.